# Kema Jack
Kema Jack (Kaparoko, 10 de enero de 1982) es un exfutbolista papú que jugaba como delantero.

## Carrera
Desde 2003 juega en el Hekari United, logró con este club la O-League 2010, sin dudas el título más importante en la historia de cualquier club de los pequeños países de la Melanesia. Gracias al título de 2010, jugó la Copa Mundial de la FIFA de ese año. Fichó por el Labasa fiyiano en 2012, aunque regresó posteriormente al Hekari, donde se retiró en 2015.

### Clubes
| Club          | País               | Año         |
| ------------- | ------------------ | ----------- |
| Hekari United | Papúa Nueva Guinea | 2003 - 2012 |
| Labasa        | Fiyi               | 2012        |
| Hekari United | Papúa Nueva Guinea | 2013 - 2015 |

### Selección nacional
Disputó la Copa de las Naciones de la OFC 2012 con la camiseta de Papúa Nueva Guinea. Suma en total 3 presentaciones y 1 tanto con la selección papú.